# پائولو دیاز
پائولو سزار دیاز هوینکالس (اسپانیایی: Paulo César Díaz Huincales‎؛ زادهٔ ۲۵ اوت ۱۹۹۴) بازیکن فوتبال اهل شیلی است.

## باشگاهی
از باشگاه‌هایی که در آن بازی کرده‌است می‌توان به کولو-کولو، سن لورنسو، الاهلی و ریور پلاته اشاره کرد.

## تیم ملی
وی همچنین در تیم ملی فوتبال شیلی بازی کرده‌است.